# Нейман, Станислав Костка
Станислав Костка Нейман (чеш. Stanislav Kostka Neumann; 5 июня 1875, Прага — 28 июня 1947, там же) — чешский поэт, прозаик, журналист, литературный критик и переводчик. Ведущий представитель модернизма в чешской литературе. Один из основателей КПЧ и творец пролетарской поэзии Чехословакии.
Народный художник Чехословакии (1945).

## Биография

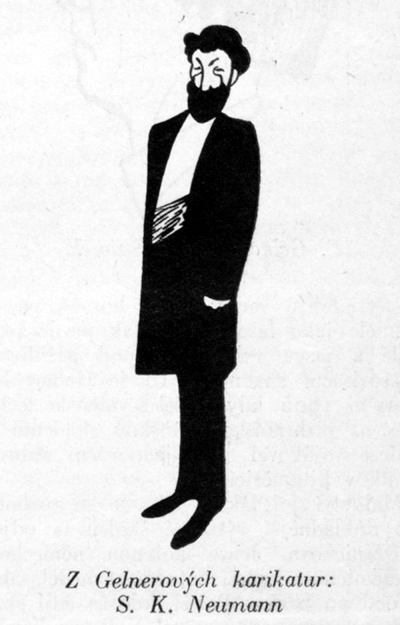
Карикатура на С. Неймана. До 1917 г.

Сын юриста. После окончания гимназии, поступил в коммерческую академию, из которой он был исключен за участие в деятельности чешской политической организации студенческой и рабочей молодёжи «Омладины». В 1894 был приговорен к одному году заключения за членство в Чешской социал-демократической партии, которое провел в тюрьме Пльзень-Бори.
После освобождения, в 1895 опубликовал своё первое произведение «Nemesis, bonorum custos…». Работал журналистом.
Позже был редактором многих газет и журналов (Moderní revue, Červen, Lidové noviny, Levá fronta и т. д.).
В 1918—1920 был депутатом Национального революционного собрания Республики Чехословакии от Чешской национально-социальной партии, представляя левое крыло анархистов.
В 1920-е годы стал одним из основателей Коммунистической партии Чехословакии и инициатором пролетарской поэзии. Редактируя журналы «Červen», «Kmen», «Proletkult», выступал как теоретик и страстный пропагандист пролетарского искусства, опубликовал ряд марксистско-ленинских теоретических статей: «Пролетарская культура» (1921) и «Искусство агитации» (1923).
В 1929 году подписал «Манифест семи» и был исключен из КПЧ вместе с рядом других писателей компартии за критику руководства Готвальда, так называемом, «участии в ликвидаторском выступлении семи писателей против избранного на V съезде нового партийного руководства и новой линии КПЧ».
В 1930-е годы тяжело болел, долго лечился. Во время Второй мировой войны, чтобы избежать ареста фашистами, жил в уединении в сельской местности. После 1945 он опубликовал сборник «Bezedný rok» и «Zamořená léta».
Отец  актёра театра, кино и телевидения Станислава Неймана (1902—1975).

## Творчество

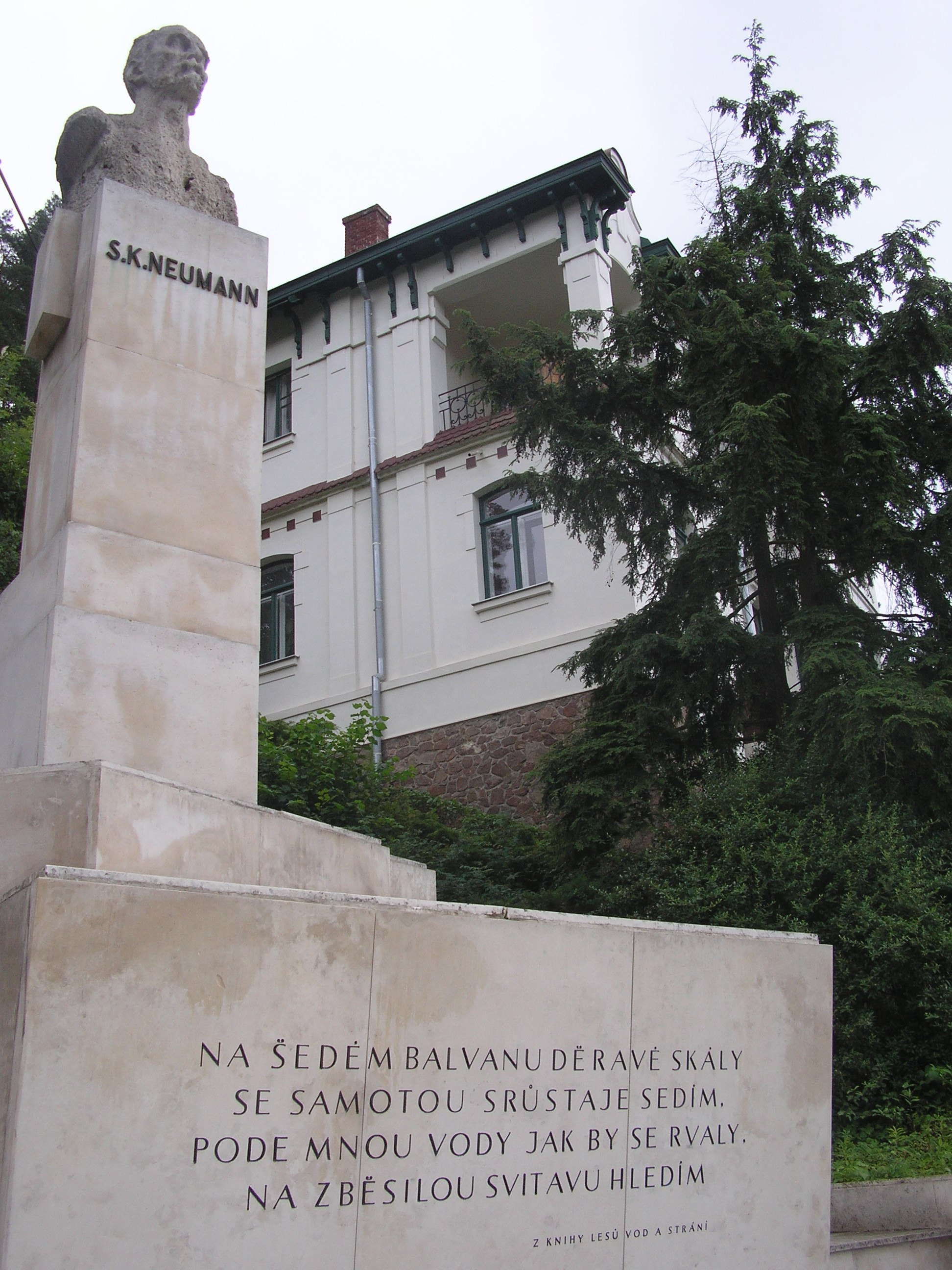
Памятник С. Нейману в Биловице-над-Сазавоу

В начале творчества находился под влиянием декадентской символики (сборник стихов «Jsem apoštol nového žití» (1896), «Apostrofy hrdé a vášnivé» (1896), «Satanova sláva mezi námi» (1897)) и анархизма (публиковался в культурно-политическом обозрении чешского анархизма «Nový kult»).
Пиковым периодом его поэтического творчества стали стихи, написанные в духе витализма («Kniha lesů, vod a strání»)). Позже, после сложного поэтического развития пришел к гражданской поэзии (цивилизму) («Nové zpěvy»).
В межвоенный период писал пролетарские агитационные и боевые стихи («Rudé zpěvy»), философски настроенные поэтические антифашистские циклы («Srdce a mračna», «Sonáta horizontálního života»). В сборнике «Bezedný rok» выразил обеспокоенность судьбой народа в момент нависшей угрозы германского фашизма.
С. Нейман — также автор интимной лирики («Láska»), прозаических произведений (роман «Zlatý oblak»), журналистской прозы, публицистических статей и работ (эссе «S městem za zády», коммунистических памфлетов (брошюра «Anti-Gide»), репортажных и мемуарных книг, научно-популярных монографий и др. В 1937 г. выпустил книгу "Анти-Жид, или Оптимизм без суеверий и иллюзий".
Занимался переводами с русского и французского языков.